# China Harbour Engineering Company
La China Harbour Engineering Company (CHEC) est une entreprise d'état chinoise de construction d'infrastructures, notamment portuaires, filiale de la China Communications Construction Company (CCCC).
Fondée en 2005, elle construit et gère des routes, ponts, tunnels, voies ferrées, ports maritimes, aéroports et plateformes pétrolières. Il s'agit de la deuxième plus grande entreprise de dragage au monde, qui mène des projets en Asie, en Afrique et en Europe.